# SLAP IN THE FACE
『SLAP IN THE FACE』（スラップ・イン・ザ・フェイス）は、LOUDNESSのミニ・アルバム及びそこに収録される楽曲。1991年9月25日発売。
発売元はワーナーミュージック・ジャパン。

## 解説
オリジナルミニアルバムとしては2枚目、ミニアルバム全体としては3枚目の作品。なお、第2期LOUDNESS最後の作品でもある。
新曲1曲と『ON THE PROWL』収録曲の同年5月31日の日本武道館でのライヴ音源が3曲収録されている。

## 収録曲
1. Slap In The Face (Edit Version)　[4:56]
2. Down 'N' Dirty (Live Version)　[4:38]
3. Playin' Games (Live Version)　[4:40]
4. Find A Way (Live Version)　[8:50]

## 関連作品
- JEALOUSY
- LOUD'N'RARE